# 許曉丹
許曉丹（1958年10月15日—），本名許麗華，是台灣出身的畫家、演員、政治人物，生於雲林縣莿桐鄉，東海大學歷史學系畢業。有「台灣史脫樂」「台灣小白菜」之稱。

## 略歷
1988年，創作舞台劇《迴旋夢裡的女人》，在最終幕全裸演出，轟動全台，被以《中華民國刑法》妨害風化罪移送法辦。1991年，和葉子楣合演香港三級片《女機械人》。曾任蓬萊仙山衛星電視台節目主持人。1989年到1995年，以「奶頭對抗拳頭」口號三度在高雄市參選立法委員，引起社會矚目和爭論，但皆失利。

## 個人生活
1997年與第一任丈夫泡腳機代理商吳榮昌閃電結婚，蓬萊仙山衛星電視台舉行「世紀伊甸園婚禮」，全裸只有三片樹葉遮掩三點，再度轟動全台；三個月後發現吳榮昌罹患躁鬱症，不堪家庭暴力而逃家在外租屋，並向臺灣高雄地方法院提起離婚訴訟。1999年4月26日，臺灣高雄地方法院判決離婚，所有訴訟費用由吳榮昌支付。
1997年，與第二任丈夫中醫師謝安石結婚。2012年5月謝安石心臟病驟逝，於謝安石病逝後開設美容工作室。

## 關連項目
- 工黨 (臺灣)

## 外部連結
- 許曉丹 - 中選會選舉資料庫網站